# Maud (Washington)
Maud az Amerikai Egyesült Államok északnyugati részén, Washington állam Stevens megyéjében elhelyezkedő önkormányzat nélküli település.
Maud postahivatala 1904 és 1914 között működött. A település nevét Maud Morganről, egy telepes gyermekéről kapta.

## Fordítás
Ez a szócikk részben vagy egészben  a   Maud, Washington című angol Wikipédia-szócikk ezen változatának fordításán alapul.  Az eredeti cikk szerkesztőit annak laptörténete sorolja fel. Ez a jelzés csupán a megfogalmazás eredetét és a szerzői jogokat jelzi, nem szolgál a cikkben szereplő információk forrásmegjelöléseként.